# Kroonether
Kroonethers zijn macrocyclische organische verbindingen met een aantal etherverbindingen in een cyclische molecule.
De etherverbindingen kunnen, door hun moleculaire structuur die een aantal zuurstofatomen naar binnen in een kooi steekt, gemakkelijk metaalionen in een oplossing stabiliseren. Ze vormen met metaalionen chelaten of complexen.
Kroonethers kunnen worden bereid uit etheenoxide. Kroonethers worden benoemd als n-kroon-m, waarbij n staat voor het totaal aantal atomen die de ring opbouwen en m voor het aantal zuurstofatomen. Een veelgebruikte kroonether is 18-kroon-6, waarbij de ring bestaat uit 18 atomen, waarvan er 6 zuurstofatomen zijn.
De naam kroonether is afgeleid van de ruimtelijke vorm van de verbindingen. De koolstofatomen vormen de basis van een denkbeeldige kroon, terwijl de zuurstofatomen als parels naar boven steken.